# Magia verde
Magia verde es una película documental italobrasileña de 1953 dirigida por Gian Gaspare Napolitano. Representa un viaje a través de América del Sur por un grupo expedicionario del Conde Leonardo Bonzi y del mismo Gian Gaspare Napolitano.
Se hizo famosa una escena que muestra un bovino devorado por una piraña. Para obtener la mejor toma, se filmó varias veces y se sacrificaron varias reses. Existe una leyenda urbana que dice que algunos indígenas vendieron a un pariente anciano suyo (destinado a la muerte de todos modos) para ser devorado por una boya y lo filmaron para el documental. Cuando se inició la filmación, algunos miembros de la tripulación tuvieron remordimientos de conciencia disparando al animal y el anciano fue devuelto a sus familiares. 
Tras el éxito mundial de la película Mondo cane de Gualtiero Jacopetti, Franco Prosperi y Paolo Cavara, fue considerada un anticipo del auge de Mondo movie y se redistribuyó con el nuevo título Mondo Keaznut. 

## Reparto
- Carlos Montalbán como narrador
- Leonardo Bonzi as él mismo (miembro de la expedición)
- Gian Gaspare Napolitano como él mismo  (miembro de la expedición)
- Mario Craveri como él mismo  (miembro de la expedición)
- Giovanni Raffaldi como él mismo (miembro de la expedición)
- Jose Docarmo como él mismo (Piloto)

## Premios
Ganadora
- Festival Internacional de Cine de Berlín de 1953: Oso de Plata[2]

Nominada
- Festival Internacional de Cine de Cannes de 1953: Palma de Oro[3]